# Пролетарск
Пролетарск (рус. Пролетарск) град је у Русији у Ростовској области.

## Становништво
| 1939.  | 1959.  | 1970.  | 1979.  | 1989.  | 2002.  | 2010.  |
| ------ | ------ | ------ | ------ | ------ | ------ | ------ |
| 11.300 | 10.672 | 16.278 | 19.151 | 19.422 | 19.572 | 20.267 |